# Balatonszentgyörgy–Tapolca–Ukk-vasútvonal

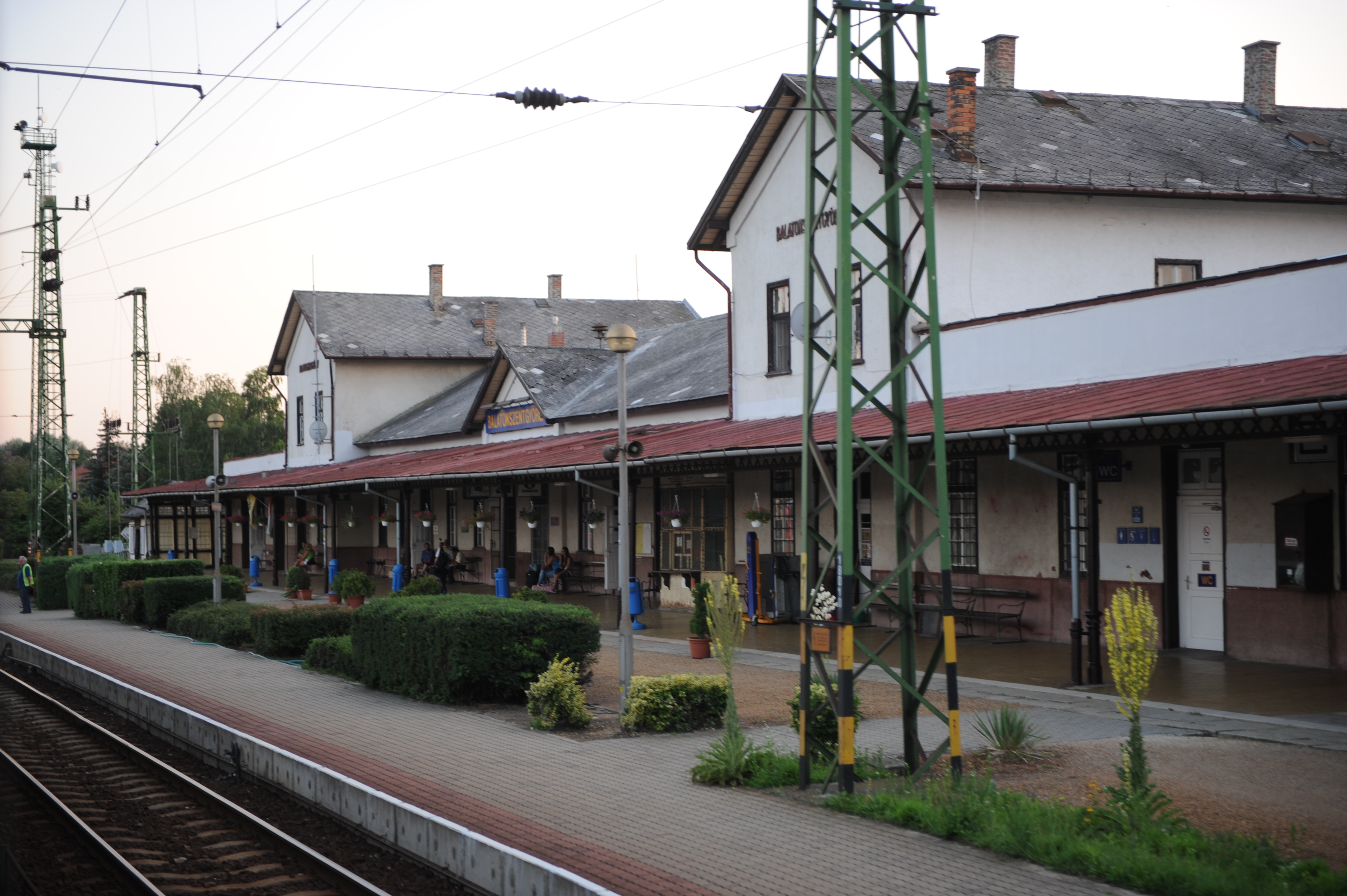
Balatonszentgyörgy vasútállomás

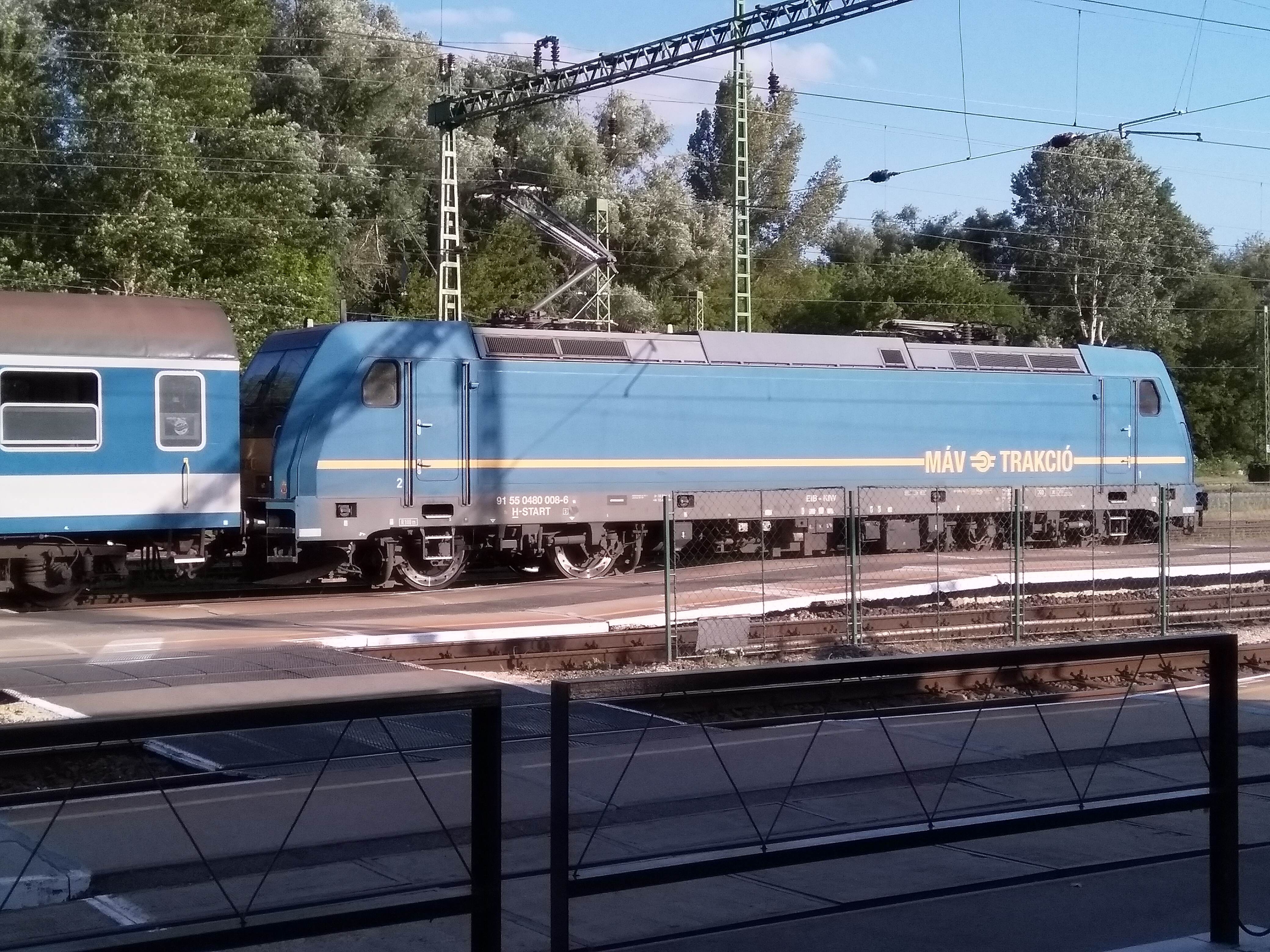
Az Ezüstpart Expressz Keszthelyen

A Balaton nyugati részén fekvő Balatonszentgyörgy–Tapolca–Ukk-vasútvonal a GYSEV 26-os számú vonala. Régebben az alsó szakaszát, a Balatonszentgyörgy–Tapolca részt 30b-nek számozták. Az egyvágányú vasútvonal Keszthelyig fővonalnak minősül, illetve eddig van villamosítva. A villamosítás ellenére elavultak a biztosítóberendezések.

## Története
A Keszthelyvidéki HÉV társaság által épített vasútvonal a Déli Vasúttársaság Buda(pest)–Nagykanizsa–Csáktornya vasútvonalának a (jelenleg a MÁV 30-as számú Budapest–Murakeresztúr-vasútvonala) Balatonszentgyörgy állomásától indult. A Balaton akkori legnagyobb városáig, Keszthelyig tartó 9,7 km hosszú vonalat 1888. szeptember 27-én nyitották meg. A vasútvonal felépítményét 20 kg/fm tömegű, „n” jelű sínekből építették, a legnagyobb, 50 m hosszú hídja a Zala folyó felett épült.
A társaság később, 1902-ben megkezdte a vonal bővítését. A Tapolcáig történő hosszabbítást 1903. július 7-én adták át a forgalomnak, így a vasútvonal hossza 35 km-re növekedett. A második vonalszakasz felépítményét már 23,6 kg/fm tömegű „i” jelű sínekből építették, a régi szakaszon a felépítményt talpfa sűrítéssel megerősítették. Az újabb szakaszon 10 tonna, a régin 9 tonna tengelyterhelést engedélyeztek. A társaság vasútvonalát a Déli Vasút üzemeltette.
A vasút Tapolcán csatlakozott az 1891-ben átadott Tapolca–Ukk-vasútvonalhoz. 1909-ben pedig elkészült a MÁV észak-balatoni vasútja, amely szintén Tapolcáig tartott.

## Közelmúlt
A vasútvonalon 1990-ben készült el a felsővezeték Balatonszentgyörgy és Keszthely állomások között. Az elmúlt időszakban megszűnt a forgalom a vonalhoz csatlakozó egykori Zalaszentgrót–Balatonszentgyörgy-vasútvonalon Balatonszentgyörgy és Türje között, valamint Nemesvita és Fenékpuszta megállóhelyet is bezárták.

## Jövő
A villamosítás folytatását tervezik Keszthely és Ukk között Balatoni Körvasútnak nevezett koncepcióban.

## Szárnyvonalak
- Tapolca–Zalahaláp-vasútvonal
- Uzsa–Uzsabánya-vasútvonal

## Járatok
A lista a 2020–2021-es menetrend adatait tartalmazza.

| Vonat                  | Útvonal |
| személyvonatok         | személyvonatok |
| ---------------------- | --- |
| S34                    | Budapest-Déli – Érd alsó – Székesfehérvár – Fonyód – Balatonszentgyörgy – Keszthely (csak nyári szezonban közlekedik)                       |
| IR Helikon             | Győr – Pápa – Celldömölk – Tapolca – Keszthely – Fonyód – Kaposvár (– Pécs)                                                                 |
| személy                | Keszthely – Tapolca – Ukk (– Celldömölk) |
| személy                | Keszthely – Tapolca – Ukk – Celldömölk – Szombathely (csak nyári szezonban közlekedik)                                                      |
| személy                | Tapolca – Keszthely (– Balatonszentgyörgy)                                                                                                  |
| sebesvonatok           | |
| 8601/8609              | Keszthely – Balatonszentgyörgy – Fonyód – Székesfehérvár – Gárdony – Budapest-Déli (csak Budapest felé)                                     |
| 18608 DÉLI PARTI       | Budapest-Déli – Érd alsó – Székesfehérvár – Fonyód – Balatonszentgyörgy – Keszthely (csak Keszthely felé) (csak nyári szezonban közlekedik) |
| 19706/19797 KÉK HULLÁM | Budapest-Déli – Székesfehérvár – Balatonfüred – Tapolca – Szombathely (csak nyári szezonban közlekedik)                                     |
| gyorsvonatok           | |
| 972-1978               | Balatonszentgyörgy – Keszthely – Tapolca – Celldömölk – Szombathely                                                                         |
| InterCity              | |
| IC 860-877 BALATON     | Budapest-Déli – Székesfehérvár – Fonyód – Balatonszentgyörgy – Keszthely                                                                    |